# G.722
G.722는 48,56, 64 kbit/s에서 작동하는 ITU-T 표준 7kHz 광대역 오디오 코덱이다.

## 라이선스
G.722 특허가 만료됨에 따라 자유롭게 사용할 수 있다.

## 같이 보기
- 코덱
- 오디오 코덱
- 광대역 오디오